# Рифтия
Рифтия (лат. Riftia pachyptila) — животное из семейства погонофор.
Обитает в области термальных источников рифтовой зоны (отсюда и название рода) у Галапагосских островов (глубина 2450 м) и в восточной части Тихого океана (21° с. ш., глубина 2620 м). Длина тела этих животных достигает 1,5 м при толщине 4 см, а длина белых цилиндрических трубок с высовывающимися из них ярко-красными щупальцами иногда превышает 3 м.
Рифтия не имеет ни рта, ни желудка. Её кормят симбиотические бактерии, занимающие почти всю полость тела и составляющие около половины веса червя. Красная кровь рифтии, проходя через щупальца на верхнем конце тела, поглощает из воды сероводород, углекислый газ и кислород, а также минеральные соли. Серобактерии синтезируют из всех этих соединений аминокислоты и белки, которыми и питается рифтия.
По данным генетического анализа этих животных, возникли они менее 60 млн лет назад.